# Victor Sterpu
Victor Sterpu (14. lipnja 1999.) je moldavski džudaš. Osvojio je zlatnu medalju u disciplini do 73 kg za muškarce na Europskom prvenstvu u džudu 2020. održanom u Pragu u Češkoj. U srpnju 2021. nastupio je u disciplini do 73 kg za muškarce na Ljetnim olimpijskim igrama 2020. u Tokiju, Japan.

## Karijera
Natjecao se u disciplini do 73 kg za muškarce na Svjetskom prvenstvu u džudu 2018. održanom u Bakuu, Azerbajdžan. Iste godine osvojio je jednu od brončanih medalja u disciplini do 73 kg za muškarce na 2018 Judo Grand Prix The Hague održanom u Den Haagu, Nizozemska. Sljedeće godine nastupio je u disciplini do 73 kg za muškarce na Svjetskom prvenstvu u džudu 2019. održanom u Tokiju, Japan.
Godine 2019. predstavljao je Moldaviju na Europskim igrama održanim u Minsku, Bjelorusija. Nastupio je u kategoriji do 73 kg i ispao je u prvom meču.
Godine 2021. nastupio je u disciplini do 73 kg za muškarce na Džudo World Masters-u održanom u Dohi u Kataru. Također se natjecao u disciplini do 73 kg za muškarce na Svjetskom prvenstvu u judu 2021. održanom u Budimpešti, Mađarska, gdje ga je u drugom meču eliminirao Sulaiman Hamad iz Saudijske Arabije.

## Dostignuća
| Godina | Turnir             | Mjesto | Težinska klasa |
| ------ | ------------------ | ------ | -------------- |
| 2020   | Europsko prvenstvo | 1      | −73 kg         |

## Vanjske poveznice
- Victor Sterpu na web stranici Međunarodne džudo federacije